# Anthonie Waterloo

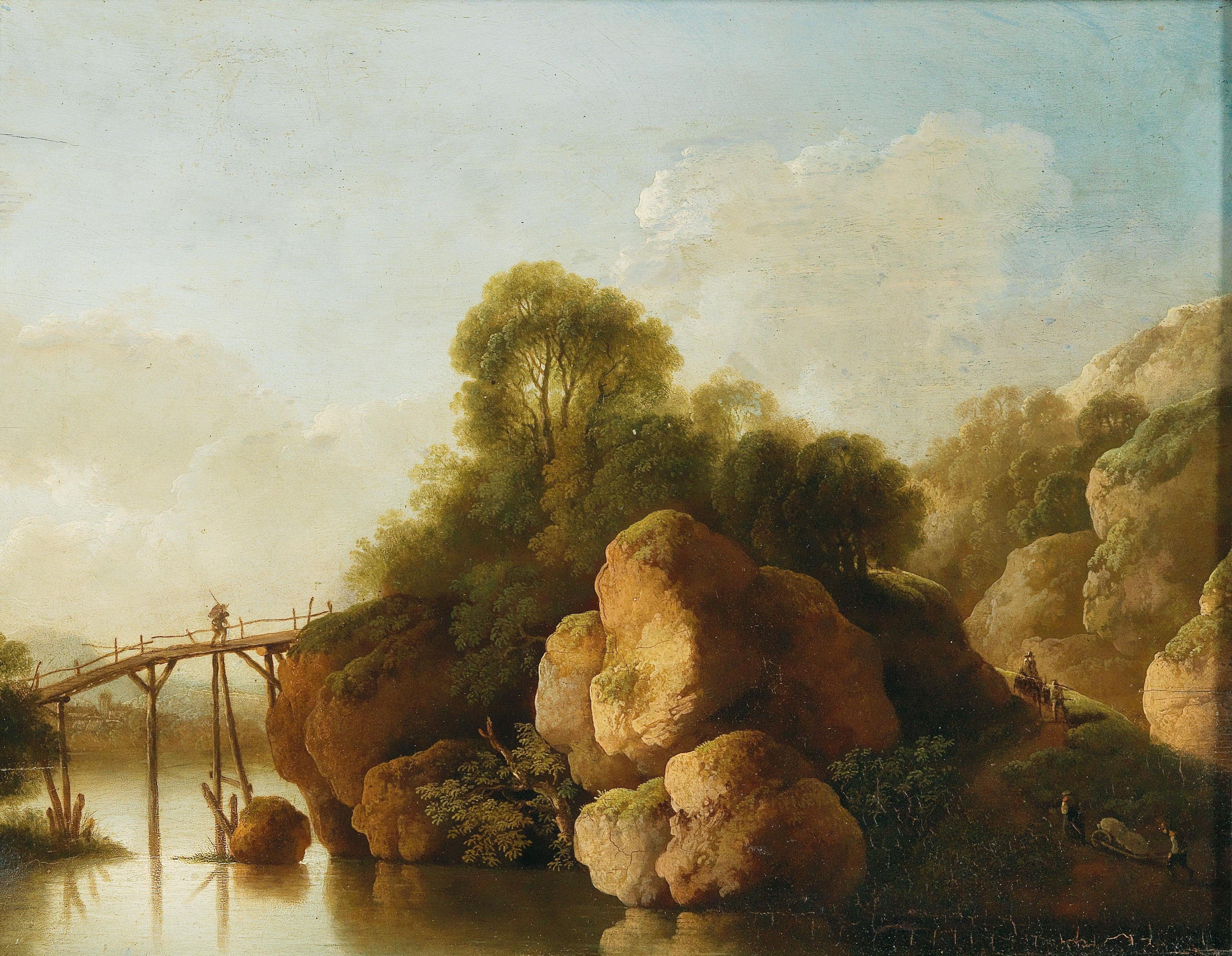
Un paisaje fluvial con una roca y un viajero en un puente (1690), colección privada

Anthonie Waterloo (Lille, 1609–Utrecht, 1690) fue un pintor y grabador neerlandés. 

## Biografía
Destacó más en el terreno del grabado que como pintor, generalmente en grabado al buril. Elaboró sobre todo paisajes, de tonos oscuros, algo reiterativos en sus modelos.